# 송명철
송명철(1970년 5월 1일 ~)은 OB 베어스의 전 야구 선수다. 덕수고등학교를 졸업했다.

## 등번호
- 2 (1989~1990)
- 22 (1993~1995)

## 같이 보기
- 1995년 OB 베어스 시즌